# Перси Джексон и Похититель молний (фильм)
«Пе́рси Дже́ксон и Похити́тель мо́лний» (англ. Percy Jackson & the Olympians: The Lightning Thief) — американский фэнтезийный боевик 2010 года от режиссёра Криса Коламбуса, снятый по сценарию Крейга Титли и основанный на одноимённом романе Рика Риордана, а также первая картина из серии фильмов о Перси Джексоне. Роль главного героя полубога Перси Джексона исполнил Логан Лерман. Также в фильме снялись: Брэндон Ти Джексон, Александра Даддарио, Джейк Абель, Шон Бин, Пирс Броснан, Стив Куган, Розарио Доусон, Кэтрин Кинер, Кевин Маккидд, Джо Пантолиано и Ума Турман.
В 2004 году компания 20th Century Fox приобрела права на экранизацию серии книг «Перси Джексон и Олимпийцы». Компания наняла Криса Коламбуса режиссёром фильма в 2007 году. Съёмки картины начались в апреле 2009 года в Ванкувере. Дополнительные эпизоды снимались в Теннесси и Лас-Вегасе; также съёмочная группа использовала некоторые экстерьеры в Нью-Йорке.
Американская премьера «Похитителя молний» состоялась 12 февраля 2010 года. Фильм получил смешанный приём: рецензенты критиковали создателей за непонимание первоисточника, но в то же время хвалили актёрскую игру Лермана и Джексона, визуальные эффекты и боевые сцены. Итоговые сборы картины составили $ 226,4 млн при производственном бюджете в размере $ 95 млн. 29 июня 2010 года фильм вышел на DVD и Blu-ray. 11 февраля 2010 года состоялся релиз игры для Nintendo DS. 7 августа 2013 года вышло продолжение под названием «Перси Джексон и море чудовищ».

## Сюжет
Зевс встречается со своим братом Посейдоном на вершине Эмпайр-стейт-билдинг и обвиняет его сына Перси Джексона в краже своего мощнейшего оружия и символа власти — молний. Несмотря на напоминания Посейдона о том, что Перси ничего не знает о своём происхождении, Зевс заявляет, что если молнии не будут возвращены на гору Олимп до полуночи летнего солнцестояния, которое произойдёт через две недели, между богами начнётся война.
16-летний Перси страдает от дислексии и СДВГ, но вместе с тем обладает уникальной способностью долго дышать под водой. Во время школьной поездки в Метрополитен-музей на Перси нападает фурия Алекто, замаскированная под его учительницу английского языка миссис Доддз, которая требует вернуть украденные молнии. Лучший друг Перси Гроувер Ундервуд и учитель латыни мистер Браннер отпугивают Алекто, после чего последний даёт Перси ручку, уверяя, что это очень мощное оружие. Затем он поручает Гроуверу отвезти Перси и его мать Салли в «Лагерь полукровок» — скрытый летний лагерь для детей-полубогов на Лонг-Айленде. Джексоны покидают свою квартиру, сбежав от жестокого мужа Салли и отчима Перси Гейба Ульяно. На границе лагеря на них нападает Минотавр, который, по всей видимости, убивает Салли. Перси обнаруживает, что подаренная мистером Браннером ручка способна превращаться в волшебный меч. С его помощью Перси отбивается от Минотавра и убивает его же собственным рогом.
Проснувшись через три дня, Перси узнаёт, что: он является сыном Посейдона, Гроувер — сатиром и его защитником, а мистер Браннер — кентавром Хироном. Перси знакомится с другими полубогами, в том числе с дочерью Афины Аннабет Чейз и сыном Гермеса Люком Кастелланом, а также постепенно осваивает свои силы — гидрокинез и регенерацию под водой. Вскоре Перси посещает призрак Аида, который сообщает, что Минотавр заточил Салли в Подземном мире, и предлагает обменять её на молнии. Вопреки приказу Хирона, Перси вместе с Гроувером и Аннабет отправляется в Подземный мир. Люк даёт Перси карту с расположением трёх жемчужин, принадлежащих жене Аида, Персефоне, что позволят им сбежать из Подземного мира. Также Перси получает пару летающих Chuck Taylor All-Stars, украденных у Гермеса, и любимый щит Люка. Тем временем СМИ объявляют Перси пропавшим без вести.
В нью-йоркском садовом центре Перси, заручившись поддержкой Гроувера и Аннабет, обезглавливает Горгону Медузу и забирает первую жемчужину с её трупа. В Парфеноне Перси использует кеды, чтобы забрать вторую жемчужину из короны статуи Афины, а Гроувер превращает в камень Лернейскую гидру при помощи головы Медузы. Троица прибывает в казино-отель «Лотос» в Лас-Вегасе, чтобы забрать третью жемчужину, однако, после съедения цветов лотоса они забывают о своей миссии и перестают воспринимать течение времени. Посейдон телепатически связывается с Перси и выводит его из транса, а тот, в свою очередь, также освобождает Гроувера и Аннабет от воздействия цветов. Они находят последнюю жемчужину в казино и сбегают из отеля. Аннабет осознаёт, что у них остался всего один день, чтобы предотвратить войну богов, поскольку они пробыли в казино почти неделю. Они обнаруживают, что Подземный мир находится в Голливуде и отправляются туда со всеми жемчужинами.
В Подземном мире Аид находит молнию, спрятанную внутри щита Луки, раскрывая, что всё это время вором был его обладатель. Аид пытается убить троицу, но Персефона нападает на него в отместку за то, что тот заключил её в тюрьму, и отдаёт Перси молнии. Так как в распоряжении героев находятся только три жемчужины, Гроувер решает остаться, позволяя Перси, Аннабет и Салли переместиться к Эмпайр-стейт-билдинг, современному дому богов. Прежде чем они успевают войти внутрь на них нападает Люк, который сообщает, что выкрал молнии, чтобы разрушить Олимп и сделать полубогов новыми правителями западной цивилизации. В конечном итоге Перси побеждает Люка, возвращает молнии Зевсу и примиряется со своим отцом. Воссоединившись с Гроувером, Перси и Аннабет продолжают тренироваться в «Лагере полукровок». Тем временем Салли расстаётся с Гейбом. Прежде чем уйти из дома тот открывает холодильник, в котором находится голова Медузы.

## В ролях
- Логан Лерман — Перси Джексон, полубог и сын Посейдона[7].
- Брэндон Ти Джексон — Гроувер Ундервуд, сатир, а также лучший друг и защитник Перси[7].
- Александра Даддарио — Аннабет Чейз, полубог и дочь Афины[8].
- Джейк Абель — Люк Кастеллан, полубог и сын Гермеса.
- Шон Бин — Зевс, бог небес грома и молнии, царь олимпийских богов, а также брат Посейдона и Аида.
- Кевин Маккидд — Посейдон, бог морей, землетрясений и лошадей, а также отец Перси[9].
- Стив Куган — Аид, бог подземного мира, мёртвых и богатства, а также дядя Перси[10].
- Мелина Канакаредес — Афина, богиня ремесла, домашнего искусства, стратегической войны, мира и мудрости, а также мать Аннабет[9].
- Розарио Доусон — Персефона, богиня весны и жена Аида[10].
- Дилан Нил — Гермес, бог торговли, воров, путешественников, покровитель спортсменов и посланник олимпийских богов, а также отец Луки.
- Эрика Серра — Гера, богиня рождения, семьи, брака, покровительница женщин и царица олимпийских богов, а также сестра и жена Зевса.
- Стефани фон Пфеттен — Деметра, богиня земледелия, плодородия и урожая, сестра Зевса и мать Персефоны.
- Дмитрий Леккос — Аполлон, бог солнца, света, знаний, исцеления, чумы и тьмы, искусства, музыки, поэзии, пророчеств, стрельбы из лука, а также брат-близнец Артемиды.
- Она Грауэр  — Артемида, богиня охоты, девственности, луны и всех животных, а также сестра-близнец Аполлона.
- Серинда Суон — Афродита, богиня
- Конрад Коутс — Гефест, бог огня и кузницы, покровитель кузнецов и мастеров, а также муж Афродиты.
- Рэй Уинстон — Арес, бог войны и любовник Афродиты.
- Люк Камиллери — Дионис,  бог вина, праздников, экстаза и театра.
- Ума Турман — Медуза, горгона, проклятая Афиной[9].
- Пирс Броснан — Мистер Браннан / Хирон, кентавр, который работает учителем в средней школе и тренирует героев в «Лагере полукровок», сын Кроноса, а также брат Зевса, Посейдона, Аида, Деметры и Геры.
- Мария Олсен — Миссис Доддз / Алекто (мифология), фурия, прислуживающая Аиду.
- Джулиан Ричингс — Харон, перевозчик душ на реке Стикс, а также слуга Аида.
- Кэтрин Кинер — Салли Джексон, мать Перси[11]
- Джо Пантолиано — Гейб Ульяно, жестокий отчим Перси.

## Производство
В июне 2004 года 20th Century Fox приобрела права на экранизацию одноимённого романа Рика Риордана. В апреле 2007 года студия наняла Криса Коламбуса в качестве режиссёра фильма. Съёмки картины начались в апреле 2009 года в Ванкувере. Отдельные эпизоды снимались в Парфеноне в  штате Теннесси (Нашвилле), представляющем собой полномасштабную копию Парфенона в Афинах. В июне 2009 года команда посетила отель «The Westin Bayshore» и перестроила помещение в казино «Лотос»; дополнительные сцены, в которых Перси, Гроувер и Аннабет едут в казино и обратно, снимались на Лас-Вегас-Стрип и перед магазином «Fremont Street Experience». Съёмки «Похитителя молний» завершились утром 25 июля в Миссии (Британская Колумбия). В течение первой недели августа съёмочная группа провела дополнительные съёмки в Бруклине. В ноябре в Сан-Франциско начался пост-продакшн картины. Музыку к фильму написал Кристоф Бек. По словам Колумба, Fox подбирала актёрский состав с расчётом на производство сиквела: «Думаю в случае с „Перси Джексоном“ мы искали подходящих актёров для этих ролей, так сказать формировали идеальный актёрский состав, потому что, видит Бог, ему мы продолжим снимать новые фильмах о Перси Джексоне, актёры будут расти вместе с их персонажами».
Во время производства «Похитителя молний» Риордан был разочарован изменениями в сюжете и предупредил студию, что они, скорее всего не понравятся фанатам книжной серии, являющимся целевой аудиторией фильма. В 2018 году Риордан опубликовал в своём блоге два письма к Fox, в которых дал подробные комментарии к черновому варианту сценария; автор отметил, что попытки сделать историю более привлекательной для подростковой аудитории за счёт состаривания персонажей и добавления ненормативной лексики вызовут отвращение у читателей книг, после чего те покинут кинотеатр задолго до окончания фильма. Также автору первоисточника не понравился сюжетный ход с жемчужинами Персефоны, так как тот не имел никакой мифологической основы и отвлекал Перси от его цели — вернуть украденные молнии.

## Релиз

### Домашние издания
29 июня 2010 года состоялся релиз «Похитителя молний» на DVD и Blu-ray. За первую неделю продаж картина заняла 1-е место в чартах продаж DVD; сумма проданных копий составила $ 13 985 047. По состоянию на октябрь 2011 года было продано свыше 2 087 368 копий DVD, а совокупный объём продаж превысил $ 37 млн.

## Восприятие

### Кассовые сборы
Премьера фильма состоялась 12 февраля 2010 года в 3356 кинотеатрах. В США за первые выходные его кассовые сборы достигли $ 31,2 млн, в результате чего в прокате «Похититель молний» занял 3-е место после «Человека-волка» с $ 31,5 млн и «Дня святого Валентина» с $ 56,3 млн. У фильма были высокие сборы в выходные для представителя жанра фэнтези, не относящегося к франшизам «Гарри Поттер», «Хроники Нарнии» и «Властелин колец». По состоянию на 14 сентября 2010 года сборы картины составили $ 88,8 млн на территориях США и Канады и $ 137,7 млн в других странах мира; по окончании проката сборы фильма превысили $ 226,5 млн.

### Критика
На агрегаторе рецензий Rotten Tomatoes рейтинг свежести фильма составляет 48% на основе отзывов 151 рецензии. Консенсус сайта гласит: «Хотя на первый взгляд он кажется очередным клоном „Гарри Поттера“, „Перси Джексон“ привлекает внимание за счёт известных актёров второго плана, динамичного сюжета и множества развлечений с греческой мифологией». Metacritic, который выставляет оценки на основе среднего арифметического взвешенного, дал фильму 47 баллов из 100 на основе 31 обзора, что указывает на «смешанный приём». Зрители, опрошенные CinemaScope, поставили фильму среднюю оценку «B+» по шкале от «A+» до «F».
Кеннет Туран из Los Angeles Times охарактеризовал фильм как «стандартный голливудский продукт… скучный и неинтересный». По мнению рецензента The Washington Post, «фильм страдает от того, что хочет казаться слишком серьёзным. Дело не только в том, что он куда менее весёлый, чем книга. Он не слишком весёлый сам по себе». На BBC Radio 5 Марк Кермод раскритиковал фильм из-за сходства с фильмами Коламбуса о Гарри Поттере, вплоть до того, что описал «Похитителя молний» как пародийную книгу этой серии и дал её название «Бенджамин Сниддлграс и котёл с пингвинами». Впоследствии фанаты сняли одноимённый пародийный фильм.
Автор первоисточника Рик Риордан публично раскритиковал итоговый сценарий. В своём блоге он разместил правки, которые, на его взгляд, могли бы сделать фильм лучше. Риордан высказался об адаптации следующим образом: «Сценарий ужасен в целом. Дело не только в том, что фильм отошёл от книги так далеко, что невозможно узнать оригинальный сюжет. Поклонники книг будут рассержены и разочарованы».

### Награды и номинации
| Награда                                    | Категория                      | Получатель(и)                    | Результат | Источник(и)   |
| ------------------------------------------ | ------------------------------ | -------------------------------- | --------- | ------------- |
| 2010 MTV Movie Awards                      | Прорыв года                    | Логан Лерман                     | Номинация | [ 34 ]        |
| 2010 MTV Movie Awards                      | Лучшая драка                   | Логан Лерман против Джейка Абеля | Номинация | [ 34 ]        |
| Teen Choice Awards 2010                    | Лучшая актриса в жанре фэнтези | Розарио Доусон                   | Номинация | [ 35 ] [ 36 ] |
| Teen Choice Awards 2010                    | Прорыв актрисы                 | Александра Даддарио              | Номинация | [ 35 ] [ 36 ] |
| Teen Choice Awards 2010                    | Прорыв актёра                  | Логан Лерман                     | Номинация | [ 35 ] [ 36 ] |
| Teen Choice Awards 2010                    | Драка                          | Логан Лерман против Джейка Абеля | Номинация | [ 35 ] [ 36 ] |
| 37-я церемония награждения премии «Сатурн» | Лучший молодой актёр           | Логан Лерман                     | Номинация | [ 37 ]        |
| 2010 Scream Awards                         | Лучшее камео                   | Розарио Доусон                   | Номинация | [ 38 ]        |

## Продолжение
В октябре 2011 года 20th Century Fox анонсировала производство киноадаптации второй книги серии — «Море чудовищ». Премьера фильма состоялась 7 августа 2013 года.